# Джулія Кемпе
Джулія Кемпе (нім. Julia Kempe) — вчена-фізик, дослідниця квантових обчислень, фахівець з квантового комп'ютера і квантової фізики. Науковий співробітник Національного центру наукових досліджень (CNRS) і Паризького університету Дідро , директор Центру інформаційних наук Нью-Йоркського університету .

## Освіта та кар'єра
Кемпе народилася у Східному Берліні. У 1990 році, коли їй виповнилося 17 років, переїхала до Відня  У 1992—1995 роках вивчала математику та фізику у Віденському університеті, а також була студентом за обміном в Технологічному університеті Сіднея. Кемпе здобула два ступені магістра (DEA) у Франції: один з математики в 1996 році в Університеті П'єра і Марії Кюрі, а другий у 1997 році з фізики у Вищій нормальній школі. У 2001 році захистила дві докторські дисертації з інформатики. 
У 2001 році почала працювати у Національному центрі наукових досліджень (CNRS) Університету Париж XI. З 2007 року працює у факультеті Тель-Авівського університету, з 2010 — у Паризькому університеті Дідро.  . У вересні 2018 року призначена директором Центру інформаційних наук Нью-Йоркського університету і професором Курантовського інституту математичних наук. 

## Нагороди та відзнаки
У 2006 році Кемпе отримала бронзову медаль CNRS і премію Ірен Жоліо-Кюрі від французького уряду  У 2009 році вона отримала премію Кріль Фонду Вольфа . У 2010 році стала лицарем ордену За заслуги.

## Вибрані публікації
- DiVincenzo, D. P.; Bacon, D.; Kempe, J.; Burkard, G.; Whaley, K. B. (2000), Universal quantum computation with the exchange interaction, Nature, 408 (6810): 339—342, arXiv:quant-ph/0005116, Bibcode:2000Natur.408..339D, doi:10.1038/35042541, PMID 11099036 .
- Kempe, J.; Bacon, D.; Lidar, D. A.; Whaley, K. B. (2001), Theory of decoherence-free fault-tolerant universal quantum computation, Physical Review A, 63 (4): 042307, arXiv:quant-ph/0004064, Bibcode:2001PhRvA..63d2307K, doi:10.1103/physreva.63.042307 .
- Kempe, J. (2003), Quantum random walks: An introductory overview, Contemporary Physics, 44 (4): 307—327, arXiv:quant-ph/0303081, Bibcode:2003ConPh..44..307K, doi:10.1080/00107151031000110776 .
- Shenvi, Neil; Kempe, Julia; Whaley, K. Birgitta (2003), Quantum random-walk search algorithm, Physical Review A, 67 (5): 052307, arXiv:quant-ph/0210064, Bibcode:2003PhRvA..67e2307S, doi:10.1103/physreva.67.052307 .
- Aharonov, Dorit; van Dam, Wim; Kempe, Julia; Landau, Zeph; Lloyd, Seth; Regev, Oded (2007), Adiabatic quantum computation is equivalent to standard quantum computation, SIAM Journal on Computing, 37 (1): 166—194, arXiv:quant-ph/0405098, doi:10.1137/S0097539705447323, MR 2306288 . Переглянуто, SIAM Review 50 (4): 755—787, 2008, MR2460803 24608032460803 [Архівовано 30 квітня 2021 у Wayback Machine.]